# Вулканы Экваториальной Гвинеи
Список действующих и потухших вулканов Экваториальной Гвинеи.
| Название    | Высота | Координаты              | Последнее извержение |
| ----------- | ------ | ----------------------- | -------------------- |
| Сан-Карлос  | 2260 м | 3°21′ с. ш. 8°31′ в. д. | Голоцен              |
| Сан-Хоакин  | 2009 м | 3°21′ с. ш. 8°38′ в. д. | Голоцен              |
| Пико-Басиле | 3011 м | 3°35′ с. ш. 8°45′ в. д. | 1923                 |